# Pirttisaari (ö i Norra Karelen, Joensuu, lat 62,56, long 31,02)
Pirttisaari är en ö i Finland. Den ligger i sjön Oskajärvi och i kommunen Ilomants i den ekonomiska regionen  Joensuu ekonomiska region  och landskapet Norra Karelen, i den sydöstra delen av landet, 400 km nordost om huvudstaden Helsingfors. Öns area är 0,9 hektar och dess största längd är 160 meter i sydöst-nordvästlig riktning.